# Jörgen Olsson (Badminton)
Jörgen Olsson (* 20. März 1976) ist ein schwedischer Badmintonspieler. 

## Karriere
Jörgen Olsson gewann 2002 die Norwegian International im Mixed mit Frida Andreasson. 2003 und 2004 wurde er mit ihr auch schwedischer Meister. 2003 siegten beide ebenfalls bei den French Open und den Polish International. Bei den Spanish International 2003 wurden sie Zweite.

## Sportliche Erfolge
| Saison    | Veranstaltung                 | Disziplin    | Platz | Name                                                  |
| --------- | ----------------------------- | ------------ | ----- | ----------------------------------------------------- |
| 2002      | Norwegian International       | Mixed        | 1     | Jörgen Olsson / Frida Andreasson                      |
| 2002/2003 | Schweden: Einzelmeisterschaft | Mixed        | 1     | Jörgen Olsson / Frida Andreasson (Göteborgs BK)       |
| 2003      | Weltmeisterschaft             | Mixed        | 33    | Jörgen Olsson / Frida Andreasson                      |
| 2003      | Weltmeisterschaft             | Herrendoppel | 33    | Imanuel Hirschfeld / Jörgen Olsson                    |
| 2003      | French Open                   | Mixed        | 1     | Jörgen Olsson / Frida Andreasson                      |
| 2003      | Polish International          | Mixed        | 1     | Jörgen Olsson / Frida Andreasson                      |
| 2003      | Spanish International         | Mixed        | 2     | Jörgen Olsson / Frida Andreasson                      |
| 2004/2005 | Schweden: Einzelmeisterschaft | Mixed        | 1     | Jörgen Olsson / Johanna Persson (Askim BC / Täby BMF) |